# Carl Kirchhoff
Carl Johann Kirchhoff (* 13. Juni 1820 in Heiligenbeil; † 23. Januar 1893) war ein deutscher Reichsgerichtsrat.

## Leben
Der Sohn des Königsberger Landrichters besuchte Kirchhoff das Kneiphöfische Gymnasium und studierte ab 1839 in Königsberg Rechtswissenschaften. 1842 wurde er auf den Landesherrn vereidigt. Nach dem Referendariat in Königsberg wurde er 1850 Kreisrichter in Mohrungen. 1856 versetzte man ihn nach Braunsberg. 1860 wurde er zum Kreisgerichtsrat in Fischhausen befördert. 1863 folgte die Beförderung zum Kreisgerichtsdirektor in Labiau. Ab 1865 war er Tribunalsrat beim ostpreußischen Tribunal in Königsberg. 1873 wurde er Präsident der Disziplinarkammer für Reichsbeamte. 1873 kam er als Rat an das Obertribunal in Berlin. 1878 war er zudem Mitglied des Königlichen Gerichtshofs für kirchliche Angelegenheiten. 1879 kam er an das neugegründete Reichsgericht. Zunächst wurde er im II. Hilfssenat eingesetzt, bis er ab 1881 im  II. Strafsenat eingesetzt wurde. Er trat 1890 in den Ruhestand.

## Familie
Der Physiker Gustav Robert Kirchhoff (1824–1887) war sein Bruder.